# Svatba princezny Madeleine a Christophera O'Neilla
Svatba princezny Madeleine, vévodkyně z Hälsinglandu a Gästriklandu, a britsko-amerického finančníka Christophera O'Neilla se konala 8. června 2013 ve Stockholmu.

## Pozadí

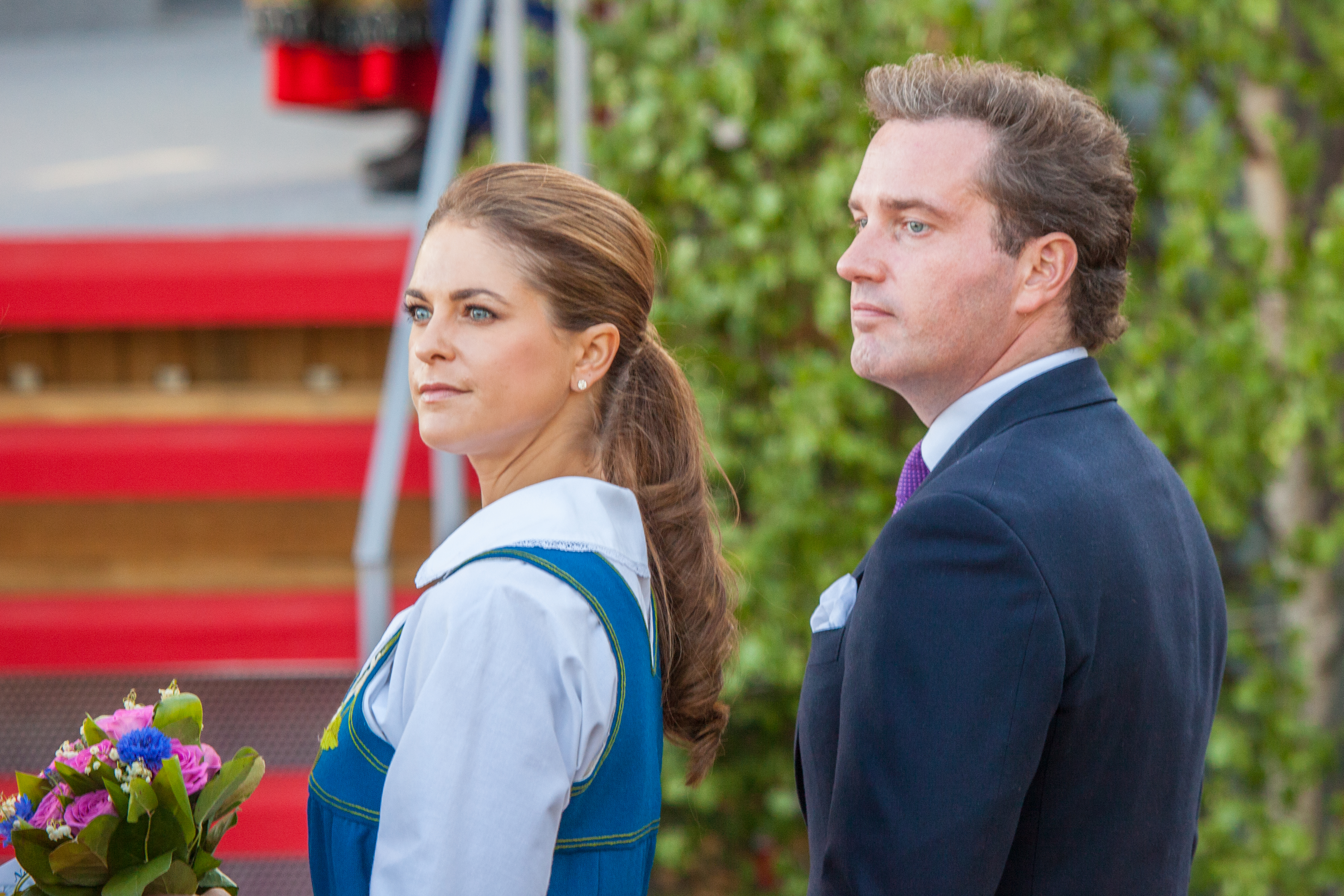
Pár na oslavách švédského národního dne, dva dny před svatbou.

Princezna Madeleine je druhou dcerou a nejmladším dítětem krále Karla XVI. Gustava a královny Silvie Švédské. Jako taková je v současnosti osmou v linii následnictví trůnu. V roce 2009 se zasnoubila se švédským právníkem Jonasem Bergströmem, se kterým byla ve vztahu od roku 2002. Svatba se měla konat v roce 2010, krátce po červnové svatbě její starší sestry a následnice trůnu korunní princezny Viktorie. V dubnu 2010 byla však svatba zrušena a zasnoubení odvoláno. Madeleine se následně přestěhovala do New York, kde potkala původem britského finančníka Christophera O'Neilla. Poprvé se objevili na veřejnosti jako pár v lednu 2011. Jejich zasnoubení bylo oznámeno 25. října 2012. Svatba byla financována z veřejných prostředků i králem (který neprozradil, kolik zaplatil). Svatba stála odhadem 3 miliony švédských korun.

## Obřad
Obřad se konal 8. června 2012 v kapli královského paláce ve Stockholmu. Ceremoniál vedli Lars-Göran Lönnermark, vrchní dvorní kaplan královského dvora a emeritní biskup ze Skary, a Michael Bjerkhagen, vikář královského dvora. SVT, TV4 a TV4 News vysílali svatbu pro švédské diváky živě po celý den. Madeleine na sobě měla svatební šaty navržené italským módním návrhářem Valentinem Garavanim. Madeleine vedl do poloviny uličky její otec král Karel XVI. Gustav. Druhou polovinu šla s Chrisem. Vlevo od oltáře byla posazena koruna Hedviky Alžběty Šarloty, královny norské a švédské, stejná koruna, která byla přítomna na křtitelnici při jejím křtu.

## Svatební dort
Dort byl vyroben ze 700 makrónek naskládaných do tvaru pyramidy.

## Po svatbě

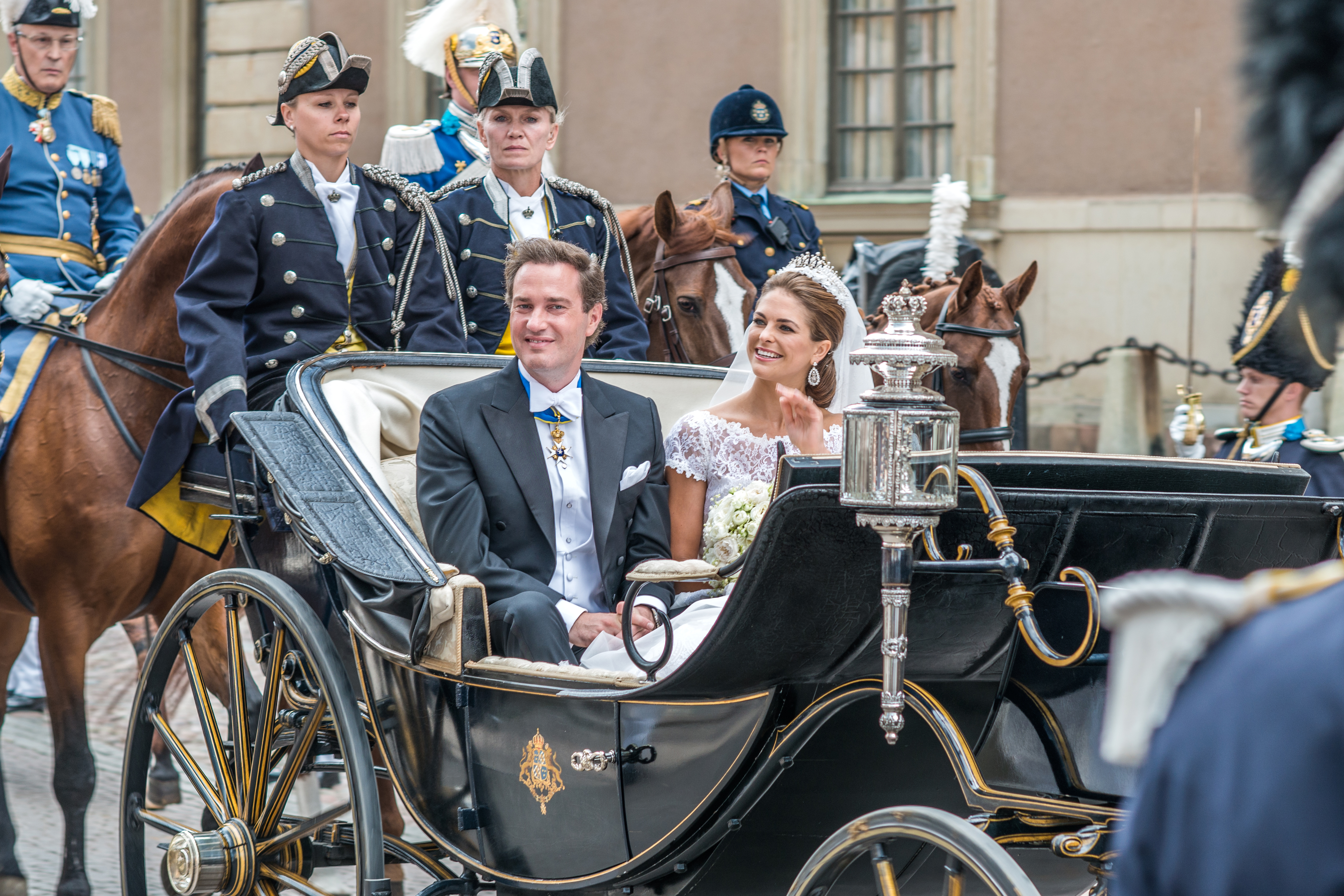
Průvod po svatbě

Princezna Madeleine nepřijala příjmení O'Neillová. Místo toho zůstala bez příjmení, což jí umožnilo zachovat si oslovení Královské Výsosti. Christopher O'Neill si také nezměnil příjmení, na rozdíl od svého švagra Daniela, manžela korunní princezny Viktorie.
V květnu 2013 maršál říše Svante Lindqvist oznámil, že O'Neill požádal, aby mu nebyl udělen královský status a mohl tak zůstat soukromým občanem. O'Neill si přál ponechat si své britské a americké občanství a své zaměstnání jako vedoucí výzkumu v investiční firmě v New Yorku, i když vzdání se občanství i zaměstnání je nezbytné k tomu, aby se stal členem švédské královské rodiny. O'Neill se proto nestal švédským princem ani vévodou z Hälsinglandu a Gästriklandu. Na webových stránkách švédského královského dvora byl uveden jako člen královské rodiny, dokud nebyly stránky aktualizovány.
O'Neill je římský katolík a pár měl v úmyslu po svatbě bydlet v New Yorku (později se na několik let přestěhoval do Londýna v Anglii), ale jejich děti budou muset vyrůstat ve Švédsku a jako luteráni, stejně jako jejich matka, aby měla dědická práva. Dne 7. října 2019 vydal Madeleinin otec král prohlášení, kterým zrušil královský status jejích tří dětí ve snaze přísněji přidružit švédskou královskou rodinu k úřadu hlavy státu; stále mají být titulováni jako princezny a princ, stejně jako vévodkyně a vévody svých vévodství, a zůstávají v linii následnictví trůnu. Madeleine poznamenala, že její děti nyní budou mít větší příležitost formovat svůj vlastní život jako soukromé osoby.
V srpnu 2018 švédský královský dvůr oznámil, že se princezna a její rodina přestěhují na Floridu.

## Hosté

### Nevěstina rodina z otcovy strany
- Král a královna, rodiče nevěsty
  - Korunní princezna a princ Daniel, vévoda z Västergötlandu, sestra a švagr nevěsty
    - Princezna Estelle, vévodkyně z Östergötlandu, nevěstina neteř

  - Princ Karel Filip, vévoda z Värmlandu, bratr nevěsty
- Princezna Margaretha, paní Amblerová, nevěstina teta z otcovy strany
- Princezna Birgitta a princ Johann Georg Hohenzollernský, nevěstina teta a strýc z otcovy strany
  - Princ Carl Christian a princezna Nicole Hohenzollernská, bratranec nevěsty a jeho manželka
    - Princ Nicolas Hohenzollernský, syn bratrance nevěsty
- Princezna Désirée, baronka Silfverschiöldová, a baron Niclas Silfverschiöld, nevěstina teta a strýc z otcovy strany
- Princezna Christina, paní Magnusonová, a pan Tord Magnuson, teta a strýc nevěsty z otcovy strany
- Marianne Bernadottová, sňatkem prateta nevěsty z otcovy strany
- Gunnila Bernadottová, sňatkem prateta nevěsty z otcovy strany po svatbě

### Nevěstina rodina z matčiny strany
- Ralf de Toledo Sommerlath a paní Charlotte de Toledo Sommerlathová, strýc a teta nevěsty z matčiny strany
  - Carmita Sommerlathivá Baudinetová a pan Pierre Baudinet, sestřenice nevěsty a její manžel
  - Thomas de Toledo Sommerlath a paní Bettina Aussemsová, bratranec nevěsty a jeho partnerka
    - Tim de Toledo Sommerlath a paní Kristina Junghansová, syn bratrance nevěsty a jeho partnerka
    - Philip de Toledo Sommerlath, syn bratrance nevěsty
    - Giulia de Toledo Sommerlathová, dcera bratrance nevěsty
- Walther L. Sommerlath a paní Ingrid Sommerlathová, strýc a teta nevěsty z matčiny strany
  - Patrick Sommerlath a paní Maline Sommerlathová, bratranec nevěsty a jeho manželka
    - Leopold Lundén Sommerlath, syn bratrance nevěsty
    - Chloé Sommerlathová, družička, dcera bratrance nevěsty
    - Anaïs Sommerlathová, družička, dcera bratrance nevěsty

  - Helena Christina Sommerlathová, sestřenice nevěsty
  - Vivien Nadine Sommerlathová, sestřenice nevěsty

### Ženichova rodina
- Eva Maria O'Neillová, matka ženicha
  - Annalisa O'Neillová, nevlastní sestra ženicha
  - Karen O'Neillová, nevlastní sestra ženicha
  - Stefanie O'Neillová, nevlastní sestra ženicha
  - Tatjana d'Abo a Henry d'Abo, nevlastní sestra ženicha a její manžel
    - Anouska d'Abo, neteř ženicha
    - Celina d'Abo, neteř ženicha
    - Jasper d'Abo, mládeneček, ženichův synovec

  - Hraběnka Natascha von Abensberg-Traun a hrabě Ernst von Abensberg-Traun, nevlastní sestra ženicha a její manžel
    - Hraběnka Milana von Abensberg-Traun, neteř ženicha
    - Hrabě Moritz von Abensberg-Traun, ženichův synovec
    - Hraběnka Chiara von Abensberg-Traun, družička, neteř ženicha
    - Hrabě Louis Cajetan von Abensberg-Traun, mládeneček, ženichův synovec

### Členové zahraničních královských rodin
Svatby se zúčastnili následující členové zahraničních královských rodin:

#### Členové vládnoucích královských rodin
- Frederik X., tehdy dánský korunní princ a Mary Dánská, tehdy korunní princezna (reprezentující dánskou královnu)
- Princ Joachim a princezna Marie Dánská
- Princezna Benedikta Dánská (kmotra princezny Madeleine)
- Princezna Takamado (reprezentující japonského císaře)
- Monacká kněžna (reprezentující monackého knížete)
- Korunní princ a korunní princezna norská (reprezentující norského krále)
- Princezna Marta Luisa Norská a Ari Behn
- Hrabě a hraběnka z Wessexu (reprezentující britskou královnu)
- Dědičný velkovévoda a dědičná velkovévodkyně lucemburská (reprezentující lucemburského velkovévodu)

#### Členové nevládnoucích královských rodin
- Princ Leopold a princezna Ursula Bavorská
  - Princ Manuel a princezna Anna Bavorská
- Korunní princ Pavlos a korunní princezna Marie-Chantal Řecká
- Princ Nikolaos a princezna Tatiana Řecká a Dánská
- Princezna Teodora Řecká a Dánská
- Princ Filippos Řecký a Dánský
- Sasko-kobursko-gothajský kníže
  - Dědičný kníže a dědičná kněžna sasko-kobursko-gothajská
- Maharana Arvind Singh Mewar Udaipurský

### Další
- Chloé Sommerlathová (družička)
- Anaïs Sommerlathová (družička)
- Lillie von Horn (družička)
- Hraběnka Chiara Abenspergová und Traun (družička)
- Jasper d'Abo (mládeneček)
- Hrabě Louis Cajetan Abensperg und Traun (mládeneček)
- Cedric Notz (svědek)